# Святиня пам'яті (Мельбурн)
Святиня пам'яті (англ. Shrine of Remembrance) — меморіал, розташований на вулиці Сент-Килда-роуд, в місті Мельбурн, Австралія. Це один з найбільших військових меморіалів в Австралії. Спочатку був побудований як меморіал, присвячений жителям Вікторії, які служили в армії під час Першої світової війни, проте незабаром став розглядатися як найбільший меморіал в Австралії, присвячений пам'яті всіх австралійців, загиблих у всіх війнах, в яких брала участь країна. На території комплексу проходять щорічні святкування Дня АНЗАК (25 квітня) і Дня Поминання (11 листопада).
Головна будівля комплексу було побудовано за проектом двох архітекторів — ветеранів Першої світової війни Філіпа Хадсона і Джеймса Вордропа. Її виконано в стилі класицизму, а в основу проєкту покладено будівлі Мавзолею в Гелікарнасі, одного з семи чудес світу, і Афінського Парфенона. Будинок побудований з місцевого граніту. У центрі споруди розташоване святилище, оточене по периметру галереєю. У святилищі розташовується мармуровий Камінь поминання, на якому вирізана фраза «Greater love hath no man». Один раз на рік, 11 листопада, о 11 годині ранку, сонячний промінь, проходячи через спеціальний отвір, освячує слово «Love». Під святилищем розташований Траурний зал, в якому знаходяться бронзові статуї батька і сина, а також панелі з переліком всіх підрозділів австралійської армії, які брали участь у Першій і Другій світових війнах. У 2002—2003 роках до будівлі був доданий центр відвідувачів, який має окремий вхід безпосередньо в Траурний зал.

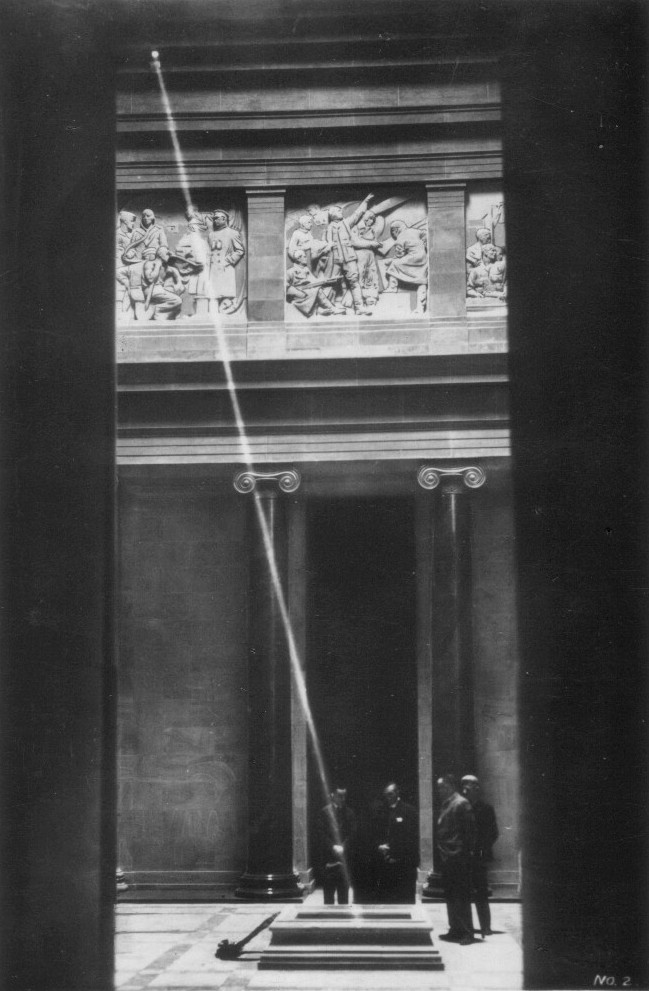
Сонячний промінь, проходячи через отвір у стелі, висвітлює Камінь Поминання 11 листопада, о 11 годині ранку

Ідея побудувати в Мельбурні меморіал, присвячений воїнам Першої світової війни вперше з'явилася в 1918 році. Для її реалізації були створені два комітети, другий з яких оголосив конкурс на кращий проєкт. У 1922 році переміг якраз проект Монумента пам'яті. Однак спочатку він зустрів серйозну опозицію в пресі, в результаті чого був переглянутий Урядом Вікторії. На захист початкового проєкту виступив популярний в Австралії генерал, герой Першої світової війни, Сер Джон Монаш. В результаті проєкт був затверджений остаточно, і перший камінь у фундамент Монумента був закладений 11 листопада 1927 року. Будівельні роботи тривали сім років, і Монумент був офіційно відкритий 11 листопада 1934 року.